# أبهاس ميهتا
ابهاس ميهتا (Abhaas Mehta) هو ممثل و عارض أزياء هندي وُلد يوم 10 يناير من سنة 1987 أصيل مومباي و من أهم أعماله مسلسل من النظرة الثانية .

## حياته
ولد أبهاس ب مومباي و ينتمي إلى عائلى صغيرة متكوّنة من أباه وأمّه و أخته. تلقّى تعليمه في مدرسة داخلية حتى سن الثانية عشر ثم تخصّص في دراسة الحقوق في بونه . درس التّمثيل في المدرسة الخاصّة للتّمثيل ل أنوبام خير ليبدأ بلعب أوّل دور له في مسلسل بايري بيا ومن هنا بدأت تجربته في التّمثيل ثمّ اتّجه إلى سكوتلندا لبدء تجربة جديدة في الغوص الدّولي.

## أعماله
- لعب أوّل دور له في مسلسل بايري بيا
- ديفي: نير Bhare تيري ناينا
- نا عانا المحطة الفضائية الدولية ديس
- محطة الفضاء الدولية بيار كو كيا نام
- Badalte Rishton كي حب عبر الحدود

## الجوائز
تحصّل أبّهاس على جائزة أفضل ممثل من ستار باريفار أورد (Star Parivaar award [الإنجليزية]) سنة 2012 .

## روابط خارجية
- أبهاس ميهتا على موقع IMDb (الإنجليزية)